# VTV3
VTV3 là kênh truyền hình thể thao, văn hóa, giải trí tổng hợp của Đài Truyền hình Việt Nam, phát sóng chính thức từ ngày 31 tháng 3 năm 1996. Đây là một trong những kênh truyền hình phổ biến nhất tại Việt Nam hiện nay với nhiều thể loại chương trình phong phú nhằm phục vụ nhu cầu giải trí của khán giả cả nước thuộc mọi lứa tuổi. Nội dung của kênh có sự đóng góp của nhiều ban và đơn vị thuộc Đài Truyền hình Việt Nam, trong đó Ban Văn hóa - Giải trí là đơn vị sản xuất chính.
Bên cạnh các chương trình giải trí, VTV3 còn sản xuất nhiều chương trình về văn hóa - nghệ thuật, tư tưởng, các chương trình truyền hình trực tiếp và cầu truyền hình đặc biệt để phát sóng trên các kênh truyền hình của VTV.
Trong dịp Tết Nguyên Đán, VTV3 là kênh đảm nhiệm tín hiệu chính cho các đợt hòa sóng đêm giao thừa Tết Nguyên Đán 2017, 2020 & 2024.

## Cơ cấu tổ chức

### Lãnh đạo hiện nay
- Trưởng ban: Khuyết
- Quyền Trưởng ban kiêm Phó Trưởng ban phụ trách: Bùi Thu Thủy.
- Phó Trưởng ban: Nguyễn Tùng Chi, Lại Bắc Hải Đăng, Phan Lạc Long.

### Trưởng ban qua các thời kỳ
- 1996 – 1997: Trần Đăng Tuấn.
- 1997 – 2017: Lại Văn Sâm.
- 2017 – 2024: Tạ Bích Loan.
- 2024 – nay: Bùi Thu Thủy. (Phó Trưởng ban phụ trách Ban)

### Các phòng và đơn vị trực thuộc
- Phòng Tổ chức – Hành chính
- Phòng Kế hoạch – Tài chính
- Phòng Đạo diễn – Quay phim
- Phòng Sự kiện – Nghệ thuật
- Phòng Văn hóa – Du lịch
- Phòng Giáo dục – Giải trí
- Phòng Nội dung số
- Phòng Sự kiện – Xã hội

## Lịch sử
Kênh VTV3 lên sóng lần đầu tiên vào lúc 15:00 ngày 1 tháng 3 năm 1994. Kênh được phát sóng thử nghiệm trên kênh 9 VHF tại Hà Nội vào khung giờ buổi chiều của VTV1 và được phủ sóng toàn quốc trên vệ tinh Thaicom 1, với nội dung là Thể thao – Văn hoá – Giải trí tổng hợp.
Vào lúc 10:00 ngày 31 tháng 3 năm 1996, chương trình VTV3 phát sóng chính thức với nội dung là Thể thao – Văn hoá – Giải trí – Thông tin kinh tế.  Thời lượng phát sóng của kênh khi đó là 12:00–19:00 thứ 2 đến thứ 7, 10:00–19:00 ngày chủ nhật và 23:00 – 00:00 tất cả các ngày trong tuần. VTV3 là kênh truyền hình đầu tiên phát sóng giải bóng đá Ngoại hạng Anh tại Việt Nam, bắt đầu từ mùa giải 1996–97; đồng thời kênh cũng được biết đến với việc phát sóng trực tiếp các giải bóng đá như V.League, UEFA Champions League và UEFA Europa League, và nhất là Đại hội Thể thao Đông Nam Á 2003 tổ chức tại Việt Nam. Cho đến hết năm 2007, VTV3 còn dành ra một phần thời lượng buổi chiều để phát sóng phim hoạt hình lúc 17:00 hàng tuần phục vụ khán giả nhỏ tuổi.
Từ tháng 1 năm 1997, VTV3 có thêm chương trình phát sóng vào buổi tối. Chương trình buổi tối của VTV3 chỉ phát sóng trên kênh 22 UHF, phát sóng từ 19:00 đến hết ngày, trong khi chương trình buổi sáng của VTV3 vẫn tiếp tục phát chung cùng với VTV1 và VTV2. Cũng trong năm 1997, Ban Biên tập chương trình Thể thao – Giải trí – Thông tin kinh tế được thành lập, là đơn vị chủ lực sản xuất chương trình cho kênh VTV3.
Vào ngày 31 tháng 3 năm 1998, VTV3 được tách thành kênh riêng trên vệ tinh Thaicom 3, phủ sóng toàn quốc. Tại Hà Nội và khu vực lân cận, VTV3 chuyển hoàn toàn sang phát sóng trên kênh 22 UHF, phát sóng từ 12:00 – 24:00 thứ 2 – thứ 7 và 10:00 – 24:00 chủ nhật. Về sau, chương trình ngày thứ 7 được phát sóng sớm hơn, từ 10:00 đến 24:00.
Từ ngày 1 tháng 1 năm 2001, kênh VTV3 nâng thời lượng phát sóng từ 05:30 đến 24:00 hằng ngày. Đầu năm 2004, Ban Biên tập chương trình Thể thao – Giải trí – Thông tin kinh tế được đổi tên thành Ban Thể thao – Giải trí – Thông tin kinh tế. 
Từ đầu năm 2005, khung giờ 20:00 được dành cho các chương trình trò chơi truyền hình phát sóng trong tuần thay thế cho phim truyện nước ngoài, và sau đó chuyển sang khung giờ 20:30 vào năm 2017 do sự bổ sung khung giờ phim sitcom vào lúc 20:00.
Từ ngày 1 tháng 9 năm 2006, VTV3 chính thức được phát sóng liên tục với thời lượng 24/7. Vào ngày 21 tháng 11 cùng năm, Phòng Thanh thiếu niên thuộc Ban Thể thao - Giải trí - Thông tin kinh tế được tách ra để thành lập Trung tâm Thanh thiếu niên, phục vụ cho kênh VTV6 ra mắt năm 2007.
Từ ngày 11 tháng 2 năm 2008, VTV3 mở thêm khung giờ phim Việt giờ vàng buổi tối lúc 21:00 các ngày từ thứ 2 đến thứ 6 hàng tuần.
Từ ngày 31 tháng 3 năm 2013, kênh VTV3 được phát sóng thử nghiệm theo chuẩn truyền hình độ nét cao và được phát sóng chính thức từ ngày 1 tháng 6 cùng năm. Từ ngày 1 tháng 10 năm 2013, Phòng Thể thao được tách ra khỏi Ban Thể thao - Giải trí - Thông tin kinh tế và trở thành Trung tâm sản xuất các chương trình thể thao, nhưng vẫn giữ nguyên tên gọi Ban Thể thao - Giải trí - Thông tin kinh tế. Từ ngày 7 tháng 9 năm 2014, Ban Thể thao - Giải trí - Thông tin kinh tế được đổi tên thành Ban Sản xuất các chương trình Giải trí, nhưng bộ nhận diện của kênh với dòng chữ Kênh Thể thao - Giải trí - Thông tin kinh tế vẫn được sử dụng đến hết năm 2014. Năm 2015, VTV3 được phát sóng với chuẩn âm thanh Dolby Digital Plus trên Truyền hình kỹ thuật số mặt đất DVB–T2.
Từ năm 2014, hầu hết các sự kiện thể thao trực tiếp trên VTV3 được điều chuyển sang các kênh truyền hình khác của VTV; và đến ngày 12 tháng 10 năm 2015 thì phần lớn các nội dung thể thao của VTV3 được chuyển hẳn sang kênh VTV6, ngoại trừ một số sự kiện diễn ra vào buổi đêm như World Cup, Euro hay Thế vận hội Mùa hè, cùng với bản tin Nhịp đập 360 độ thể thao vào buổi sáng. Ngày 14 tháng 2 năm 2022, tất cả chương trình tạp chí và chuyên đề khai thác thể thao bắt đầu trở lại trên kênh VTV3 vào khung giờ buổi sáng và buổi chiều, từ đó đưa nội dung thể thao chính thức trở lại trên kênh VTV3 sau khoảng 7 năm dừng phát sóng.
Từ ngày 18 tháng 7 năm 2014, khung giờ phim Việt vào thứ 6 được thay thế bằng các chương trình game show, truyền hình thực tế, và đến ngày 7 tháng 2 năm 2020 thì quay trở lại khung phim buổi tối vào ngày thứ 6 lúc 21:30.
Từ ngày 16 tháng 9 năm 2016, kênh VTV3 chính thức phát sóng HD toàn thời gian.
Từ ngày 19 tháng 3 đến hết ngày 30 tháng 4 năm 2020, do yêu cầu chỉ đạo công tác phòng chống dịch COVID–19, kênh VTV3 rút ngắn thời gian phát sóng xuống còn 05:00–24:00 tất cả các ngày trong tuần. Sau đó, kênh được phát sóng trở lại với thời lượng 24/7 từ ngày 1 tháng 5.
Từ ngày 3 tháng 7 năm 2022 đến 8 tháng 3 năm 2024, tạm dừng phát sóng khung phim truyện nước ngoài lúc 18h00, thay thế cho khung giờ này là chiếu lại phim Việt; từ ngày 9 tháng 3 năm 2024, khung giờ này đã được phát sóng trở lại sau hơn 1 năm vắng bóng.
Từ ngày 6 tháng 6 năm 2024, chính thức ngừng phát sóng khung phim truyện nước ngoài buổi trưa lúc 11h20 từ thứ 2 đến thứ 6, sau gần 8 năm ra mắt khán giả và thay đổi lịch phát sóng khung giờ 11h00 trong các ngày này. Theo đó, các chương trình về Thể thao được chuyển sang phát sóng vào lúc 11h10, sau đó lần lượt là chương trình Hoa vui ca và sitcom Phụ nữ là số 1.
Từ ngày 1 tháng 11 năm 2024, ngay sau khi kết thúc 1909 tập của bộ phim Tây Ban Nha Phía sau một tình yêu, khung giờ này được chuyển sang khung giờ chiếu lại phim nước ngoài đã từng phát.
Từ ngày 7 tháng 11 năm 2024, VTV3 phát sóng ba bộ phim đều do K+ sản xuất – bao gồm Đi về phía lửa, Mẹ ác ma, cha thiên sứ và Nhà mình lạ lắm – trong khung giờ vàng phim Việt khi VFC chưa thể sản xuất loạt phim mới, đánh dấu lần đầu tiên kênh phát lại phim cũ trong khung giờ này kể từ năm 2008. Vào ngày 17 tháng 2 năm 2025, kênh VTV3 thực hiện khung phát sóng mới vào buổi tối từ thứ hai đến thứ sáu, với khung giờ vàng phim truyện vào lúc 20 giờ và khung giờ game show vào lúc 21 giờ. Ngoài ra, kênh cũng mở thêm khung giờ giải trí ngắn vào lúc 22 giờ.
Từ ngày 1 tháng 3 năm 2025,  Ban Sản xuất các chương trình Giải trí được đổi tên thành Ban Văn hóa - Giải trí.

## Thời lượng phát sóng
- 1 tháng 3 năm 1994 – 30 tháng 3 năm 1996 (thử nghiệm):
  - 15:00–19:00 Thứ 2 – Thứ 7.
  - 14:00–19:00 Chủ nhật.
- 31 tháng 3 năm 1996 – 31 tháng 12 năm 1996: 10:00–19:00, 23:00–24:00 hàng ngày, chuyển sóng VTV1 từ 19:00 - 23:00.
- 1 tháng 1 năm 1997 – 30 tháng 3 năm 1998:[12]
  - Trên kênh 9 VHF tại khu vực Hà Nội và phủ sóng toàn quốc:
    - 12:00–19:00, 23:00–24:00 Thứ 2 – Thứ 7.
    - 10:00–19:00, 23:00–24:00 Chủ nhật.

  - Trên kênh 22 UHF tại khu vực Hà Nội và các vùng lân cận: 19:00–24:00 hàng ngày.
- 31 tháng 3 năm 1998[12] – 31 tháng 12 năm 2001: 
  - 12:00–24:00 Thứ 2 – Thứ 7.
  - 10:00–24:00 Chủ nhật, sau đó là Thứ 7 - Chủ nhật và các ngày 29 hoặc 30 đến mùng 3 Tết Âm lịch.
- 1 tháng 1 năm 2002[13][14] – 31 tháng 8 năm 2006: 05:30–24:00 hàng ngày.
- 1 tháng 9 năm 2006 – 18 tháng 3 năm 2020 và 1 tháng 5 năm 2020 – nay: 24/24h
- 19 tháng 3 năm 2020 – 30 tháng 4 năm 2020: 05:00–24:00 hàng ngày.[22]

## Chương trình

### Chương trình tạp kỹ – văn hóa – giải trí
- Gặp nhau cuối tuần - 2000-2006; Từ 2025.
- Cuộc hẹn cuối tuần - Từ 2021.
- Gặp nhau cuối năm - Từ 2003.
- Gala cười - Từ 2003.
- Cà phê sáng - Từ 2021.
- Nét ẩm thực Việt - Từ 2017.
- Mỗi ngày một niềm vui - Từ 2017.
- Cùng con trưởng thành
- Gia đình đẹp
- Điều nhỏ bé kỳ diệu - Từ 2023.
- Một vòng Việt Nam
- Sống chậm - Từ 2019.
- Việt Nam đa sắc - Từ 2022.
- Lời tự sự - Từ 2020.
- Ẩm thực đường phố - Từ 2018.
- V – Việt Nam - Từ 2015.
- S – Việt Nam

### Chương trình thể thao
- Nhịp đập thể thao - Từ 2021.
- Giờ vàng thể thao - Phát lại từ VTV1.
- Tin nhanh Thể thao - Từ 2022.
- Vượt ngưỡng - Từ 2022.
- Cận cảnh thể thao - Phát lại từ VTV5.
- Kết nối thể thao tuần - Phát lại từ VTV4.
- Thể thao cuối tuần
- Tạp chí thể thao thế giới
- Tạp chí Bundesliga

### Trò chơi truyền hình
- SV - Từ 1996.
- 7 nốt nhạc xanh - Từ 2024.
- Đường lên đỉnh Olympia - Từ 1999.
- Vui khỏe có ích - Từ 2004.
- Ai là triệu phú  - Từ 2005.
- Cơ hội cho ai - Từ 2019.
- Sàn chiến giọng hát - Từ 2019.
- Nhập gia tùy tục - Từ 2021.
- Quân khu số 1 - Từ 2022.
- Giờ thứ 9 - Từ 2024, trước đây là Giờ thứ 9+.
- Vua tiếng Việt - Từ 2021.
- Luật siêu dễ - Từ 2023.
- Hãy yêu nhau đi - Từ 2021.
- Cassette hoài niệm - Từ 2023.
- Khách sạn 5 sao - Từ 2022.
- Của ngon vật lạ - Từ 2023.
- Hành trình rực rỡ - Từ 2023.
- Đầu bếp thượng đỉnh - Từ 2023.
- Vì bạn xứng đáng - Từ 2013.
- Lá xanh - Từ 2025
- Bật Mí Bí Mật

### Sitcom
- Nhà nông vui vẻ - Từ 2016.
- Phụ nữ là số 1 - Từ 2014.
- Một phút và cả cuộc đời - Từ 2020.

### Phim hoạt họa/hoạt hình
- Quà tặng cuộc sống - Từ 2010.
- Khát vọng non sông - Phát lại từ VTV1.

### Chương trình thiếu nhi
- Biệt đội siêu nhân nhí - Từ 2019.
- Trạng nguyên nhí - Từ 2021.
- Du hành tuổi thơ - Từ 2022.
- Hoa vui ca - Từ 2024.[ghi chú 4]

### Phim truyện

#### Phim truyện Việt Nam
- Phim Việt giờ vàng, phát sóng lúc 20h00, từ 17/2/2025.
- Phim Việt giờ vàng phát lại, từ 19/4/2021; phát lại 03h00 sáng từ thứ 3 đến thứ 7 hàng tuần, trừ sự kiện thể thao.

#### Phim truyện nước ngoài
- Khung phim truyện 00h00 hằng ngày.[28]
- Khung phim truyện 12h00 thứ 2 – thứ 6[ghi chú 5]; phát lại 05h10 thứ 3 – thứ 7, thỉnh thoảng có phát lại từ thứ 4 - chủ nhật.
- Khung phim truyện 13h45 thứ 2 – thứ 6; phát lại 08h20 thứ 2 – thứ 6.
- Khung phim truyện 18h00 hằng ngày.[ghi chú 6]
- Khung phim truyện 22h35 thứ 2 – thứ 6; phát lại 03h45 thứ 3 – thứ 7.[ghi chú 7]